# 진영수
진영수(進煐秀, 1988년 4월 5일 ~ )는 대한민국의 전직 스타크래프트 프로게이머로, 테란 유저였다. 아이디는 HwaSIn[S.SIR]였다.
2004년 하반기 SouL(현 STX SouL)에 입단하며 프로게이머 생활을 시작했다. 데뷔 초엔 별다른 주목을 받지 못했으나, 2007년 초 곰TV MSL 시즌1 4강에 오른 이후 기량이 급성장했다. 특히 치밀한 빌드 계산에서 비롯된 타이밍 러쉬에 능하며, 저그전에 높은 평가를 받고 있다. 2010년 5월 스타크래프트 승부조작에 가담한 사실이 밝혀져 협회에서 제명당했다.
현재 자신의 이름을 건 의류 홈쇼핑을 운영하는 쇼핑몰 사업가로 변신하였다. 아프리카TV에서 HwaSIn영쑤 라는 아이디로 인터넷 방송 BJ로도 활동하고 있다.

## 별명
- 레드 스나이퍼 : 저격수처럼 날카로운 플레이 스타일에서 유래.
- 녕수공주 : 여성스러운 외모에서 유래.
- 시공절단 테란 : 엄재경 해설의 "시공절단 타이밍" 발언에서 유래.
- 보험테란 : 김택용이 daum 스타리그 조지명식에서 진영수를 지명하며 실리를 위해 지명했다는 취지에서 '보험'이라는 발언을 한 데에서 유래.
- 진스막 : 2008년말 진영수가 슬럼프에 빠지자 일부 누리꾼들이 진영수의 부진한 기량을 비웃는 뜻으로 붙인 별명.
- 진스본 : 2009년초 진영수가 슬럼프를 극복하고 맹활약을 펼치자 진영수의 기량이 매우 훌륭하다는 뜻에서 붙은 별명.

## SSB 배넷어택 음란채팅사건
2008년 3월, MBC 게임에서 비시즌 기간 동안에 진행하는 스타 배넷 어택이라는 프로그램이 있었다. 프로게이머가 출연하여 배틀넷 유저와 몇 판 정도 경기를 치르는 것인데, 진영수가 이 프로그램에 출연하게 된다.
초반에는 부종족으로 2판을 플레이한다음 진영수는 주종족인 테란으로 플레이하며 배틀넷 유저들을 무난하게 이기며 프로게이머로서의 실력을 뽐내고 있었다.
드디어 마지막 6번째 유저와 게임을 하였는데 상대종족은 프로토스, 맵은 로스트 템플이었다. 초반에 배틀넷 유저의 견제를 무난하게 막고 이번에도 역시 제대로 경기를 끝낼 준비를 하던 진영수는 마지막 경기답게 핵을 사용하자는 MC의 부추김에 핵을 사용하기로 마음먹었고, 드랍쉽으로 고스트 2기를 태워 상대의 본진을 노렸다.
결국 자신의 본진에 핵이 떨어지자 배틀넷 유저가 열이 받았는지 채팅창에 음란성이 짙은 문구를 쓰고 디스를 걸고 나가는 충격적인 일을 저질렀다. 너무도 갑작스럽게 일어난 일이라 MBC게임도 이것을 방송에 내보내고 말았고, 방송 후에 한동안 검색어 상위에 랭크되는 등 이슈가 되기도 하였다. 또한 이 당시의 상황을 빗대어 'SSB 빌드'라는 우스갯소리도 등장하였다.

## MSL 공로패 수상
- 곰TV MSL 시즌1부터 하나대투증권 MSL 2010까지 진영수는 10회 연속 MSL 진출이라는 공로를 인정받아, 이번 MSL 조지명식에서 공로패를 수상하였다. 진영수는 MSL에서 38승 31패를 기록하였으며, MSL 최고성적은 곰TV MSL 시즌1에서 4강까지 진출 한 경험이 있다.

## 승부조작 사건
2010년 5월 스타크래프트 승부조작에 가담한 사실이 밝혀져 많은 팬들의 비난을 받았다. 이어 2010년 5월 21일 새벽 미니홈피에 약식기소된 6명 중 마지막으로 사과문을 게재하였다. 2010년 6월 협회로부터 영구 제명되었고 상훈이 말소되었다. 2010년 하반기에 군에 입대하여 군 복무 중이었다가 2012년 8월경 제대했다고 한다. 2013년 8월 22일 본인이 요청해서 용기를 내 사과 인터뷰를 하였다. 2013년 12월 중국 상하이에서 인터넷 매체 SCNTV가 주최하는 '2013 스타크래프트:브루드워 아시안 오픈'에 초대받았지만 거절한 것으로 알려졌다.

## SSB배 BJ 스타리그
2015년 8월 18일 진영수는 아프리카TV를 통해 스타크래프트 브루드워 종목으로 'SSB배 BJ 스타리그'를 개최한다고 공지했다. 별풍선 200만원을 상금으로 내건 해당 스타리그는 이윤열을 비롯해 박성균, 윤용태, 조일장, 김정우 등 다수의 유명한 전 프로게이머들이 대거 참여할 것으로 알려져 화제를 모았다. 하지만 진영수의 승부조작 전력으로 인해 부정적인 여론이 많아지자 이윤열은 하루 만에 PGR21에 직접 사과글을 올리고 진영수가 주최하는 리그에 참가하지 않겠다는 뜻을 분명히 했다.

## 주요 기록
진영수의 주요 기록은 승부조작 사건 이후, 한국e스포츠협회로부터 영구 제명되어 공식 기록에서 전부 삭제되었다.
- 2004년 제4회 커리지 매치 입상
- 2007년 신한은행 스타리그 2006 시즌3 16강
- 2007년 곰TV MSL 시즌1 3위
- 2007년 2006 대한민국 e-SPORTS 대상 기량발전상 - (승부조작 사건으로 인해 상훈 말소)
- 2007년 Daum 스타리그 8강
- 2007년 곰TV MSL 시즌2 8강
- 2007년 WCG 2007 스타크래프트 국가대표 선발전 1위
- 2007년 WCG 2007 스타크래프트 그랜드 파이널 8강
- 2007년 IEST 2007 스타크래프트 부문 우승
- 2007년 경남-STX컵 마스터즈 2007 우승 (STX SouL)
- 2007년 EVER 스타리그 2007 8강
- 2007년 곰TV MSL 시즌3 16강
- 2008년 곰TV MSL 시즌4 16강
- 2008년 곰TV 스타 인비테이셔널 16강
- 2008년 곰TV TG삼보-인텔 클래식 2008 시즌1 32강
- 2008년 아레나 MSL 2008 8강
- 2008년 인크루트 스타리그 2008 36강
- 2008년 경남-STX컵 마스터즈 2008 우승 (STX SouL)
- 2008년 클럽데이 온라인 MSL 16강
- 2008년 BATOO 스타리그 08~09 8강
- 2009년 로스트사가 MSL 2009 16강
- 2009년 곰TV TG삼보-인텔 클래식 2008 시즌3 16강
- 2009년 박카스 스타리그 2009 16강
- 2009년 아발론 MSL 2009 16강
- 2009년 EVER 스타리그 2009 16강
- 2010년 NATE MSL 2009 8강
- 2010년 대한항공 스타리그 2010 Season 1 16강
- 2010년 하나대투증권 MSL 2010 16강

## 기타
2010년 대한항공 스타리그에서 사귀고싶은 프로게이머 중 100등을 했다.

## 같이 보기
- 마재윤
- 원종서
- 정진현
- 스타크래프트 승부 조작 사건